# Serbia en los Juegos Paralímpicos de Pyeongchang 2018
Serbia estuvo representada en los Juegos Paralímpicos de Pyeongchang 2018 por un deportista masculino. El equipo paralímpico serbio no obtuvo ninguna medalla en estos Juegos.